# Euxoa ambrosiana
Euxoa ambrosiana är en fjärilsart som beskrevs av Charles Boursin 1927. Euxoa ambrosiana ingår i släktet Euxoa och familjen nattflyn. Inga underarter finns listade i Catalogue of Life.